# Угроїдська селищна рада
Угрої́дська се́лищна ра́да — орган місцевого самоврядування у Краснопільському районі Сумської області. Адміністративний центр — селище міського типу Угроїди.

## Загальні відомості
- Населення ради: 3 014 особи (станом на 2001 рік)

## Населені пункти
Селищній раді підпорядковані населені пункти:
- смт Угроїди
- с. Наумівка
- с. Окіп
- с. Петрушівка

## Склад ради
Рада складається з 16 депутатів та голови.
- Голова ради: Соляник Сергій Васильович
- Секретар ради: Сєрік Тетяна Григорівна

### Керівний склад попередніх скликань
| Прізвище, ім'я, по батькові | Основні відомості                                                | Дата обрання | Дата звільнення |
| --------------------------- | ---------------------------------------------------------------- | ------------ | --------------- |
| Цилюрик Михайло Миколайович | Селищний голова, 1955 року народження, безпартійний              | 26.03.2006   | 17.08.2009      |
| Соляник Сергій Васильович   | Селищний голова, 1960 року народження, освіта вища, безпартійний | 31.10.2010   |                 |

Примітка: таблиця складена за даними сайту Верховної Ради України

### Депутати
За результатами місцевих виборів 2010 року депутатами ради стали:

#### За суб'єктами висування
| Суб'єкт висування                                       | Кількість обраних депутатів | %    |
| ------------------------------------------------------- | --------------------------- | ---- |
| Самовисування                                           | 10                          | 62,5 |
| Народна партія                                          | 3                           | 18,8 |
| Політична партія Всеукраїнське об'єднання «Батьківщина» | 3                           | 18,8 |

#### За округами
| № округу                                                | Прізвище, ім'я, по батькові     | Дата визнання обраним | Освіта  | Партійна приналежність | Відомості про обраного депутата                                       |
| ------------------------------------------------------- | ------------------------------- | --------------------- | ------- | ---------------------- | --------------------------------------------------------------------- |
| Народна Партія                                          |                                 |                       |         |                        |                                                                       |
| 2                                                       | Загорулько Володимир Григорович | 03.11.2010            | середня | позапартійний          | Краснопільський держлісгосп, лісник                                   |
| 12                                                      | Мельников Віктор Миколайович    | 03.11.2010            | середня | член Народної партії   | Краснопільський держлісгосп, лісник                                   |
| 14                                                      | Гапонов Сергій Григорович       | 03.11.2010            | середня | позапартійний          | Краснопільський держлісгосп, лісник                                   |
| Політична партія Всеукраїнське об'єднання «Батьківщина» |                                 |                       |         |                        |                                                                       |
| 4                                                       | Литовченко Наталія Михайлівна   | 03.11.2010            | середня | позапартійна           | Угроїдське відділення ощадбанку, касир                                |
| 5                                                       | Алферова Галина Олексіївна      | 03.11.2010            | середня | позапартійна           | Угроїдська селищна рада, касир                                        |
| 16                                                      | Пономарьов Олексій Миколайович  | 03.11.2010            | середня | позапартійний          | Наумівський спиртзавод, комірник                                      |
| Самовисування                                           |                                 |                       |         |                        |                                                                       |
| 1                                                       | Бондарева Світлана Вячеславівна | 03.11.2010            | вища    | позапартійна           | Дитячий будинок сімейного типу, вихователь                            |
| 3                                                       | Соляник Іван Васильович         | 03.11.2010            | середня | член Партії регіонів   | Угроїдський цукрозавод, головний енергетик                            |
| 6                                                       | Босик Віктор Леонідович         | 03.11.2010            | середня | член Партії регіонів   | Угроїдський цукрозавод, начальник будівельного майданчика             |
| 7                                                       | Кутах Олена Володимирівна       | 03.11.2010            | вища    | член Партії регіонів   | Угроїдський дошкільний навчальний заклад, завідувачка                 |
| 8                                                       | Сєрік Тетяна Григорівна         | 03.11.2010            | вища    | позапартійна           | Угроїдська селищна рада, секретар                                     |
| 9                                                       | Чергінець Іван Михайлович       | 03.11.2010            | середня | позапартійний          | ТОВ ПФ"Тур'енське", завідувач майстерні                               |
| 10                                                      | Будко Олег Іванович             | 03.11.2010            | середня | член Партії регіонів   | Угроїдська селищна рада, землевпорядник                               |
| 11                                                      | Мірошніченко Михайло Іванович   | 03.11.2010            | вища    | член Партії регіонів   | Краснопільське управління сільського господарства, головний енергетик |
| 13                                                      | Радіонов Юрій Іванлович         | 03.11.2010            | вища    | позапартійний          | Наумівський спиртзавод, заступник директора                           |
| 15                                                      | Сидоренко Олексій Михайлович    | 03.11.2010            | вища    | позапартійний          | Наумівський спиртзавод, заступник директора                           |